# Волстонбург (Північна Кароліна)
Волстонбург (англ. Walstonburg) — місто (англ. town) в США, в окрузі Грін штату Північна Кароліна. Населення — 193 особи (2020).

## Географія
Волстонбург розташований за координатами 35°35′46″ пн. ш. 77°41′53″ зх. д. / 35.59611° пн. ш. 77.69806° зх. д. (35.596092, -77.698006).  За даними Бюро перепису населення США в 2010 році місто мало площу 1,05 км², уся площа — суходіл.

## Демографія
Згідно з переписом 2010 року, у місті мешкало 219 осіб у 90 домогосподарствах у складі 54 родин. Густота населення становила 208 осіб/км².  Було 107 помешкань (102/км²).
Расовий склад населення:
| - 67,1 % — білих - 30,1 % — чорних або афроамериканців - 0,5 % — корінних американців - 2,3 % — осіб інших рас |

До двох чи більше рас належало 0,0 %. Частка іспаномовних становила 4,6 % від усіх жителів.
За віковим діапазоном населення розподілялося таким чином: 21,9 % — особи молодші 18 років, 63,0 % — особи у віці 18—64 років, 15,1 % — особи у віці 65 років та старші. Медіана віку мешканця становила 40,8 року. На 100 осіб жіночої статі у місті припадало 110,6 чоловіків;  на 100 жінок у віці від 18 років та старших — 94,3 чоловіків також старших 18 років.
Середній дохід на одне домашнє господарство  становив 53 491 долар США (медіана — 47 386), а середній дохід на одну сім'ю — 64 104 долари (медіана — 63 333). Медіана доходів становила 40 875 доларів для чоловіків та 37 813 долари для жінок. За межею бідності перебувало 2,8 % осіб, у тому числі 6,0 % дітей у віці до 18 років та 0,0 % осіб у віці 65 років та старших.
Цивільне працевлаштоване населення становило 142 особи. Основні галузі зайнятості: виробництво — 26,8 %, освіта, охорона здоров'я та соціальна допомога — 17,6 %, роздрібна торгівля — 12,7 %, будівництво — 11,3 %.